# محمية سيدي بوغابة
محمية سيدي بوغابة محمية تقع على مقربة من مدينة القنيطرة المغرب، تبلغ مساحة المحمية الإجمالية 650 هكتارا مكسوة بالغابة، و110 هكتارات تغطيها بحيرة ذات ماء عذب. يقطنها أكثر من 205 أنواع من الطيور، منها 137 نوعا بصفة مستمرة و37 نوعا قاريا تتواجد فيها أنواع من الشجر والحيوانات التي عاشت منذ مليوني سنة حية موجودة بالمكان. تعتبر بحيرتها آخر بحيرة للمياه العذبة الجوفية بالشاطئ الغربي للمغرب.
الزيتون البري والرطم والدرو الغد والبروق والعرعر الأحمر. أشجار توجد بالمحمية إلى جانب 210 أنواع من النباتات البرية. وعلى هذه الأشجار توجد أنواع من الأشنة والفطر بكثرة، وهي كائنات بدائية ومعقدة مشكلة من فطريات وطحالب. طيور البط الأخضر العنق والحذف الرخامي والغرة القرناء والدجاجة الزرقاء وبومة المستنقعات الأفريقية، طيور نادرة على الصعيدين العالمي والأفريقي. على شاطئ البحيرة تكثر نباتات أخرى مثل الأسل والسمار والسوسن المائي والبردي وغيرها. وتشاهد بالبحيرة حيوانات باستمرار كالقنية والأرنب والفأر والزبانة والسرعوب والسلحفاة والحرباء والحية وغيرها، فضلا عن أكثر من 140 من اللافقاريات.

## الموقع

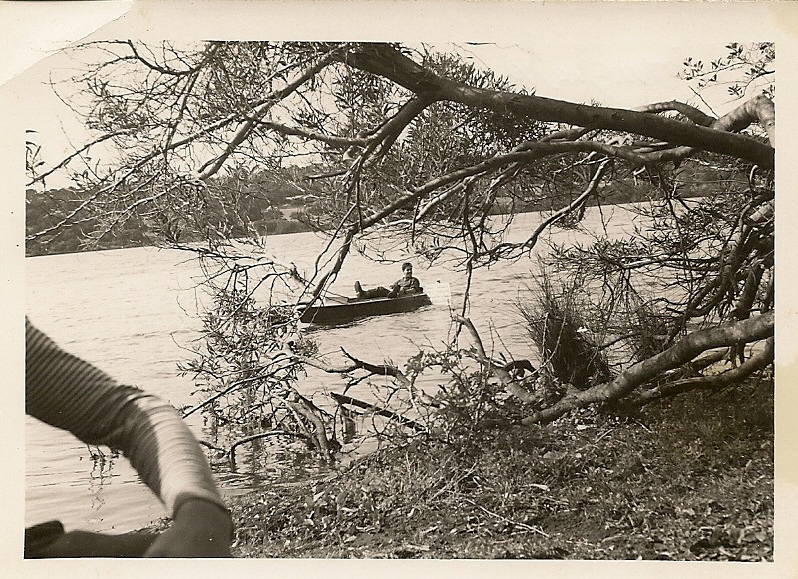
صورة تظهر نباتات المكنسة البيضاء النامية على الضفة الشرقية للبحيرة خلف الكثبان الرملية بمحمية سيدي بوغابة

تقع محمية سيدي بوغابة بالقرب من شاطئ المهدية، على بعد 13 كيلومترا من وسط مدينة القنيطرة بالمملكة المغربية، وهي مكان هادئ للغاية، خاصة في فصل الشتاء أو خلال أيام الأسبوع. يمكن للقادمين من ميناء الصيد بالمهدية، الوصول إلى المحمية من خلال طريق طويل يحده من جهة البحر غربًا كثبان رملية قد يصل ارتفاعها إلى 25 مترًا، وعلى الجانب المقابل للبحر إلى جهة الشرق يمكن ملاحظة جدار شديد الانحدار منحوت بشكل طبيعي في الحجر الرملي الرباعي الذي تنبثق منه الينابيع العذبة التي تعتبر روافد لبحيرة سيدي بوغابة، والتي تمتد على مسافة 5 كيلومتر حتى منعطف الطريق المؤدي إلى منطقة سيدي الطيبي، حيث توجد قبة مرابط سيدي بوغابة. تبلغ مساحة البحيرة ما بين 5 و6 كيلومترات، ويتراوح عرضها بين 100 و350 متراً، ويتراوح عمقها بين 0.50 متراً إلى 2.50 متراً، وفي وقت هطول الأمطار يمكن أن تتراوح مساحة سطحها ما بين 150 إلى 200 هكتار.

## التنوع البيولوجي
تعتبر المحمية غنية بالحياة البرية والتنوع البيولوجي حيث يمكن للزائرين قضاء وقت ممتع على ضفاف بحيرة سيدي بوغابة في مراقبة الحيوانات والنباتات الفريدة من نوعها التي تملأ المحمية. 

### الطيور

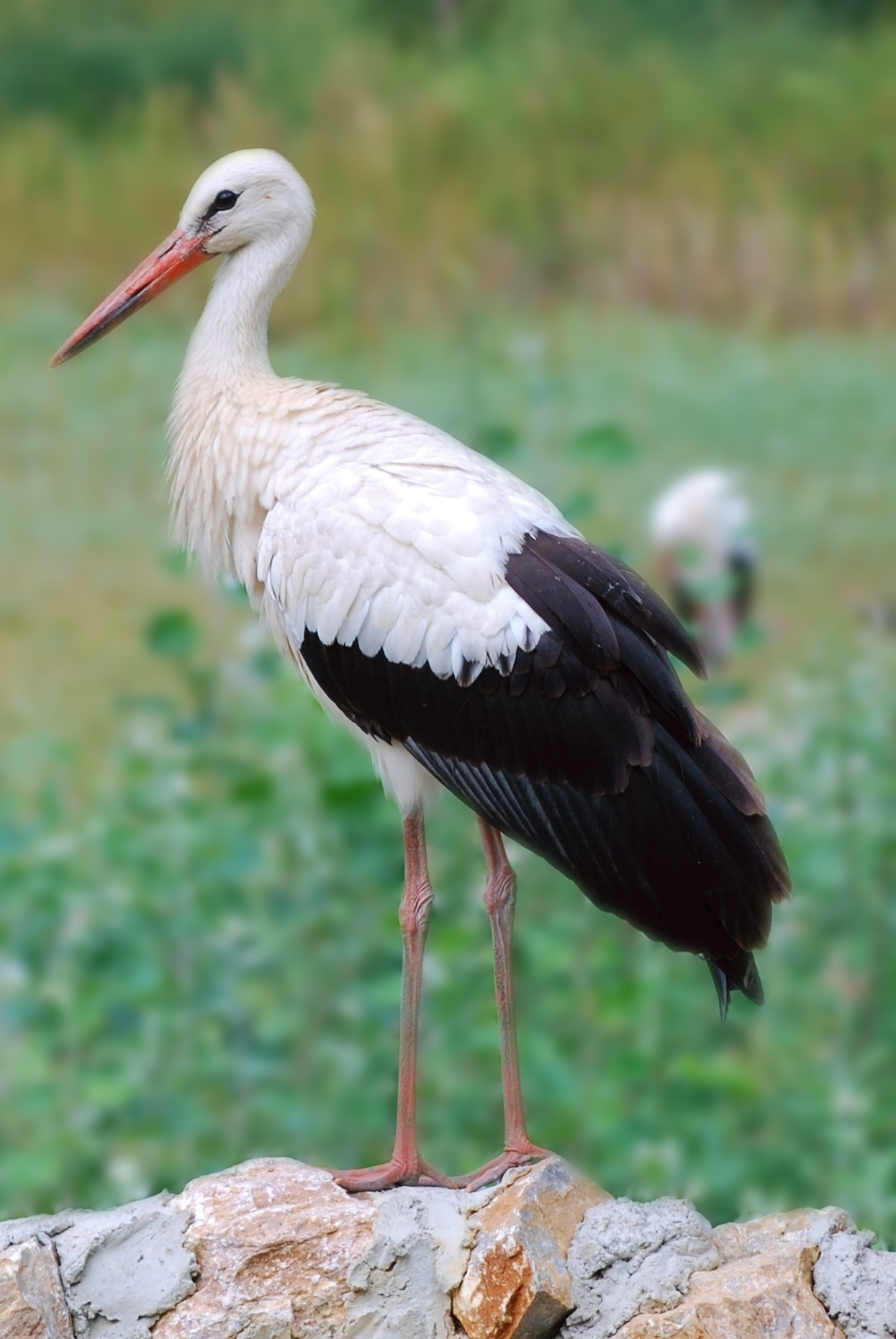
طائر اللقلق الأبيض الذي يتغذى على صيد الأسماك بالقرب من البحيرة في محمية سيدي بوغابة

يعيش في محمية سيدي بوغابة أكثر من 171 نوعا من الطيور، غالبيتها تعيش في فصل الشتاء فقط، والباقي يعشش هناك بانتظام، إذ تقع البحيرة على طريق الهجرة، حيث تذهب الطيور لتتغذى في البحيرة، والبعض الآخر على شاطئ البحر. ومن بين أنواع الطيور التي تقطن محمية سيدي بوغابة طيور البط البري الرخامي، وطيور الغراب المتوج، وطيور النحام الوردي، والمجارف الشمالية، وطيور المستنقعات، كما أن هناك عدد كبير من طيور الحجل بالإضافة إلى بقية الطيور المهاجرة أو المستقرة.

### النباتات

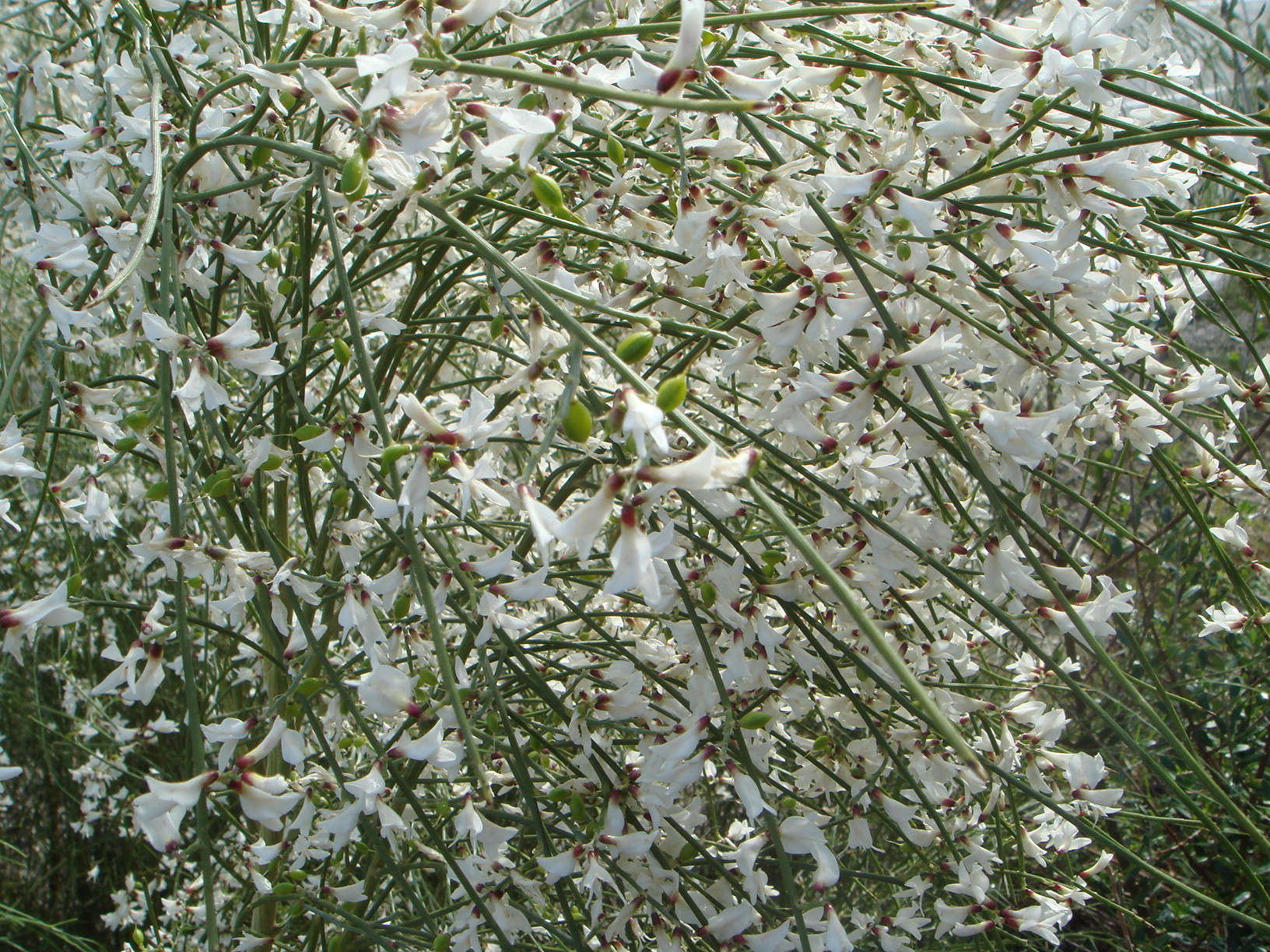
نبات المكنسة البيضاء

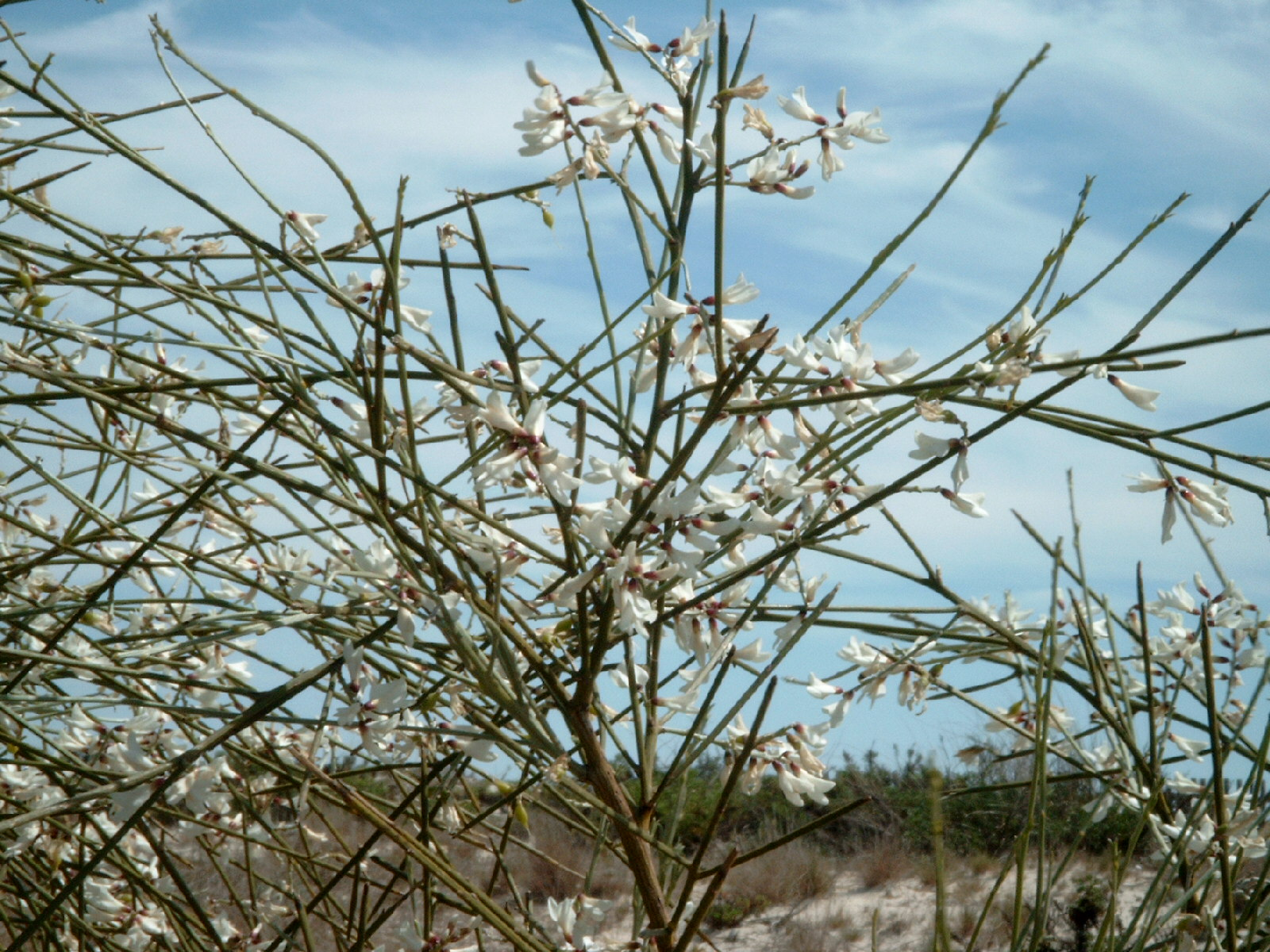
فروع صغيرة لنبات المكنسة البيضاء

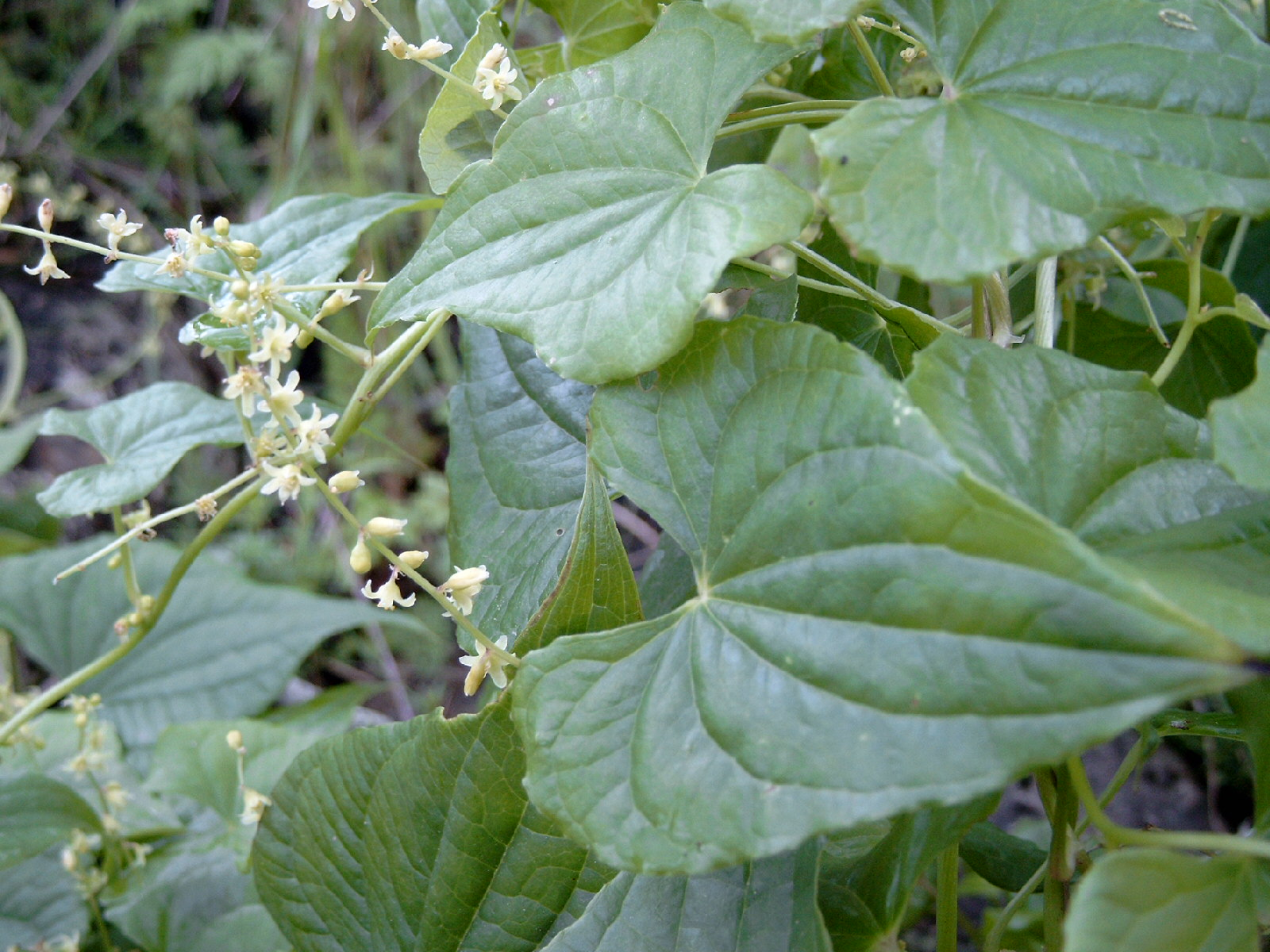
خيرون شائع

تنمو بعض أنواع النباتات المجهرية في الأجزاء الضحلة من ميه البحيرة، بينما تنمو على أطراف شواطئ البحيرة أنواعا من نبات البردي البحري والقيصوب والبوطي. ويتكون الغطاء النباتي للضفة الشمالية الغربية للبحيرة من نباتات العرعر مع وجود بعض أنواع الأشجار مثل المكنسة البيضاء والعرعر الأحمر، وتوفر هذه الأشجار والشجيرات الدعم لمجموعة متنوعة من النباتات المتسلقة مثل الظيان الجبلي والخيرون الشائع.  

## التهديد
هناك العديد من أنواع الحيوانات المهددة بالانقراض ومن بينها طائر الحذف المائي (الشبيه بالبط) باتت تفضل البقاء في الشتاء في المحمية. سجلت المحمية في لائحة رامسار الإيرانية للمناطق الرطبة ذات الأهمية العالمية.

## الزوار
تدير جمعية حماية الحيوان والطبيعة المغربية محمية سيدي بوغابة كجزء من اتفاقية شراكة أبرمتها مع وزارة المياه والغابات المغربية، وبحسب الإحصائيات الصادرة عن هيئة تسيير المحمية فقد استقبلت المحمية ما يقرب من 15925 زائرا خلال أعوام 1997 و1998 و1999، أي بمتوسط حوالي 5300 زائرسنويا. غالبية زوار المحمية هم من أساتذة وطلاب المدارس بنسبة 63 بالمائة، يليهم الطلاب الجامعيين بنسبة 15 بالمائة والأساتذة الجامعيين بنسبة 7 بالمائة من الأساتذة، ويأتي أغلب زائري المحمية من مدن القنيطرة والرباط وسلا.